# Wahlen zum Repräsentantenhaus der Vereinigten Staaten 1806
Bei den Wahlen zum Repräsentantenhaus der Vereinigten Staaten 1806 wurden in den Vereinigten Staaten ab dem 29. April 1806 an verschiedenen Wahltagen die Abgeordneten des Repräsentantenhauses gewählt. Die Wahlen waren Teil der allgemeinen Wahlen zum 10. Kongress der Vereinigten Staaten in jenem Jahr, in dem auch ein Drittel der US-Senatoren gewählt wurde. Da die Wahlen etwa in der Mitte der zweiten vierjährigen Amtszeit von Präsident Thomas Jefferson (Midterm Election) stattfanden, galten sie auch als Votum über die bisherige Politik des Präsidenten.
Zum Zeitpunkt der Wahlen bestanden die Vereinigten Staaten aus 17 Bundesstaaten. Die Zahl der zu wählenden Abgeordneten betrug 142. Die Sitzverteilung im Repräsentantenhaus basierte auf der Volkszählung von 1800. Bei den Wahlen konnte die Demokratisch-Republikanische Partei von Präsident Jefferson ihre bereits 1802 errungene und 1804 ausgebaute Zweidrittelmehrheit noch weiter vergrößern. Der Grund hierfür war die weiterhin bestehende große Beliebtheit des Präsidenten.
Frauen und Sklaven waren weder wahlberechtigt noch wählbar. In vielen Bundesstaaten waren auch freie Afroamerikaner von der Wahl ausgeschlossen. Das Wahlrecht für freie Männer war außerdem an einen gewissen Grundbesitz oder an ein bestimmtes Steueraufkommen gebunden.

## Wahlergebnis
- Demokratisch-Republikanische Partei: 116 (114) Sitze
- Föderalistische Partei: 26 (28) Sitze

Gesamt: 142
In Klammern sind die Ergebnisse der letzten regulären Wahlen von 1804. Veränderungen im Verlauf der Legislaturperiode, die nicht die Wahlen an sich betreffen, sind bei diesen Zahlen nicht berücksichtigt, werden aber im Artikel über den 10. Kongress im Abschnitt über die Mitglieder des Repräsentantenhauses bei den entsprechenden Namen der Abgeordneten vermerkt. Das Gleiche gilt für Wahlen in Staaten, die erst nach dem Beginn der Legislaturperiode der Union beitraten. Daher kommt es in den Quellen gelegentlich zu unterschiedlichen Angaben, da manchmal Veränderungen während der Legislaturperiode in die Zahlen eingearbeitet wurden und manchmal nicht.